# Riverdale (New York)
Riverdale je rezidenční čtvrť v severozápadní části newyorské čtvrti Bronx. Riverdale, který měl podle sčítání lidu Spojených států amerických v roce 2000 47 850 obyvatel, obsahuje nejsevernější bod města New York, College of Mount Saint Vincent. O hranicích Riverdale se vedou spory, ale obecně se má za to, že na severu hraničí s Yonkers, na východě s Van Cortlandt Parkem a Broadwayí, na jihovýchodě se čtvrtí Kingsbridge, na jihu s řekou Harlem nebo se čtvrtí Spuyten Duyvil a na západě s řekou Hudson. 
Riverdale Avenue je hlavní severojižní dopravní tepnou Riverdale. Čtvrť je součástí komunitního obvodu Bronx 8 a její PSČ zahrnuje čísla 10463 a 10471. 
Riverdale je také sídlem jedné z nejstarších newyorských vysokých škol, Manhattan College.